# ماجل بلعباس
ماجل بلعباس (به عربی: ماجل بلعباس) یک منطقهٔ مسکونی در تونس است که در استان قصرین واقع شده‌است. ماجل بلعباس ۶٬۴۸۰ نفر جمعیت دارد.